# Eloy
Pour les articles homonymes, voir Eloy (homonymie).

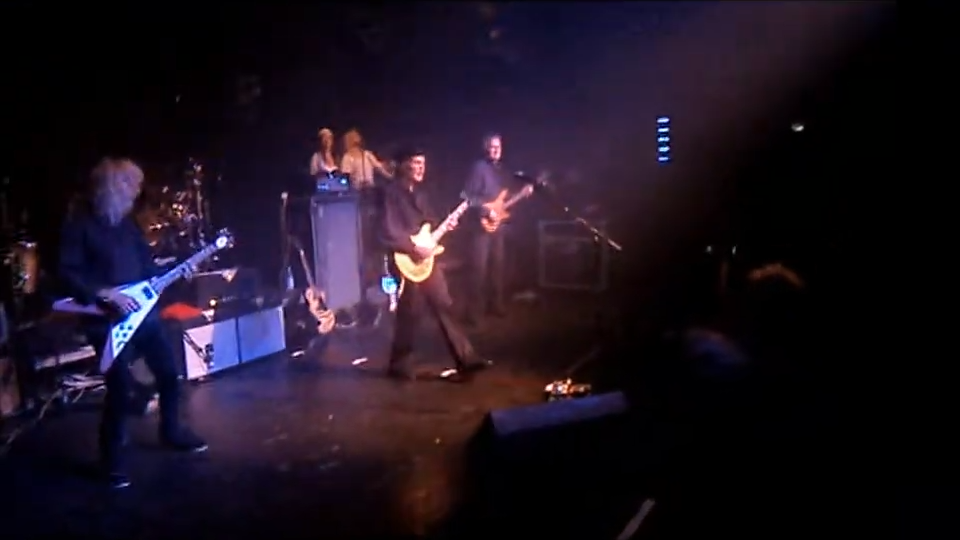
Eloy en 2012.

Eloy est un groupe de rock allemand, principalement de rock progressif, fondé en 1969 par Frank Bornemann, guitariste et chanteur, qui en est resté le leader.

## Historique
Formé en 1969 par le guitariste Frank Bornemann, le groupe est composé d'un nombre important de membres, Bornemann restant l'unique membre constant de la formation. Malgré une importante popularité au milieu des années 1980 en Allemagne, le groupe n'a jamais su percer outre-Atlantique.
Toutefois, après le retour d'anciens membres, Eloy publie en 1998 l'album Ocean 2, annonçant alors un retour au rock progressif symphonique ; genre musical par lequel le groupe s'est fait connaître.
Un double DVD, intitulé The Legacy Box, est publié en décembre 2010 et comprend plusieurs vidéos et enregistrements télévisés. Le groupe joue à des festivals allemands et suisses en juillet 2011 avec la même formation que celle de 1994-1995 en tournée. Eloy annule sa première performance en Amérique du Nord ; ils devaient jouer au North East Art Rock Festival le 24 juin 2012.

## Style musical
Leur style musical inclut du rock symphonique et du space rock, ce dernier thème étant beaucoup plus présent sur leurs derniers albums. Malgré leur nationalité et l'époque, Eloy n'a jamais été considéré comme faisant partie intégrante du mouvement krautrock, l'ambiance sonore de leurs premiers albums se rapprochant plutôt du rock progressif anglais (Pink Floyd, Yes).

## Discographie

### Albums studio
- 1971 : Eloy
- 1973 : Inside
- 1974 : Floating
- 1975 : Power and the Passion
- 1976 : Dawn
- 1977 : Ocean
- 1979 : Silent Cries and Mighty Echoes
- 1980 : Colours
- 1981 : Planets
- 1982 : Time to Turn
- 1983 : Performance
- 1984 : Metromania
- 1988 : Ra
- 1992 : Destination
- 1994 : The Tides Return Forever
- 1998 : Ocean 2: The Answer
- 2009 : Visionary
- 2017 : The Vision, the Sword and the Pyre – Part I
- 2019 : The Vision, the Sword and the Pyre – Part II
- 2023 : Echoes from the Past

### Bandes sonores
- 1985 : Codename Wildgeese

### Compilations
- 1991 : Rarities
- 1993 : Chronicles I
- 1994 : Chronicles II
- 1994 : The Best of Eloy Vol.I - The Early Days 1972-1975
- 1996 : The Best of Eloy Vol.II - The Prime 1976-1979
- 2003 : Timeless Passages
- 2010 : The Legacy Box

### Albums live
- 1978 : Live
- 2014 : Reincarnation on Stage